# روبرت بارتون (سياسي)
روبرت بارتون (بالإنجليزية: Robert Barton)‏ (و. 1881 – 1975 م) هو سياسي، وقاضي، ومحامي أيرلندي، ولد في مقاطعة ويكلاو، كان عضوًا في شين فين، توفي في مقاطعة ويكلاو، عن عمر يناهز 94 عاماً.

## مناصب
تولى منصب نائب دييل (9 سبتمبر 1922–9 أغسطس 1923)
- نائب دييل (16 أغسطس 1921–8 يونيو 1922)[8]
- وزير الزراعة والغذاء والملاحة [الإنجليزية]‏ (2 أبريل 1919–26 أغسطس 1921)
- نائب دييل (21 يناير 1919–10 مايو 1921)[8]
- عضو برلمان المملكة المتحدة الـ31 (14 ديسمبر 1918–26 أكتوبر 1922)[8]

.

## التعليم
تعلم في مدرسة رغبي ‏
.

## الخدمة العسكرية
خدم في الجيش البريطاني.